# 袁保恒
袁保恒（1827年—1878年），字小午，號筱塢。河南项城人。晚清大臣，官至刑部左侍郎。袁甲三之子，袁世凱從父。

## 生平
道光三十年（1850年）進士。改庶吉士，散館授翰林院編修，後隨父袁甲三在安徽隨大臣周天爵辨理團練。
咸豐九年（1859年）回京供職。
咸豐十年（1860年）覆命再回袁甲三軍營幫辦軍務，旋即回京任職至翰林院從四品侍講學士。
同治二年（1863年），袁甲三病歿，朝廷乃命其接統其父淮北所部，多行不法之事。隔數年，遭御史參劾，朝廷命所部由各巡撫衙門接管，降一級，在京候補。
同治七年（1868年）西捻張宗禹犯京，袁保恆乃自請效力戎行討捻。朝廷命赴李鴻章大營委用，不數日，即遭釋出，乃又回京候補。隔數月，左宗棠入京覲見，袁保恆又自請效力戎行入陝。左宗棠乃上摺請朝廷奏請其協辦陝甘軍務，朝廷允准，賜袁保恆二品頂戴，派入陝甘，誡袁保恆於安徽所為，仍無辦理軍務之權。
後經左宗棠保舉，出任西征糧台總辦，再兼西安製造局總辦，最後又取原陝西布政使林壽圖而代之，一肩三職。
然袁保恆統軍之心未亡，先是於劉松山戰歿時謊稱：「湘，卓二軍受此大創，兵額僅存十之五六，請將兩軍歸併。」後又未經左宗棠同意，擅調舊部入陝，私劃糧餉與之。此時陝甘戰事正酣，左宗棠聞之怒不可遏，連夜拜發兩摺，加急送往朝廷。
朝廷接摺得知袁保恆私掌軍權，急下聖旨痛斥袁保恆，命其不得再輕率行事。左宗棠遂將袁保恆舊部人馬打散，派往各軍。又密保祝塏代袁保恆行西征糧台總辦和西安製造局總辦二職。袁保恆正式退出左軍幕僚，後官至刑部侍郎。
光緒四年（1878年），逝世。諡文誠。

## 詩作
- 《過韓侯嶺題壁》

高帝眼中只兩雄，
淮陰同士與重瞳。
項王已死將軍在，
能否無嫌到考終？
1. ↑  . 驻马店网. 2014-12-10  [2022-09-24]. （原始内容存档于2022-11-11）.
2. ↑    - 《清史稿·卷418·列傳205》
3. ↑  《左宗棠升官筆記·肆卷》汪衍振 著 ISBN 9789862194119
4. ↑  左宗棠<復陳定邊、安定失陷情形，袁保恆奏湘卓兩軍多有缺額核實查覆>兩摺

- 吳汝淪，《刑部左侍郎袁文誠公神道碑》，《清朝碑傳全集》3冊，2117

## 外部連結
- 袁保恆 （页面存档备份，存于） 中研院史語所